# Terminal Reality
Terminal Reality (prescurtat TRI) a fost un dezvoltator de jocuriri video și producător de jocuri video, cu sediul în Lewisville, Texas. A fost fondată în octombrie 1994 de fostul angajat Microsoft Mark Randel și de fostul angajat Mallard Software Brett Combs.
În decembrie 2013, Terminal Reality și-a încetat definitiv activitatea, urmând procedura de lichidare. 